# Alekszandr Alekszandrovics Szmoljar
Alekszandr Alekszandrovics Szmoljar (oroszul: Александр Смоляр; Juzsno-Szahalinszk, 2001. július 19. –) orosz autóversenyző.

## Pályafutása
Együléses formulaautó-sorozatban 2017-ben indult először, az SMP Racing színeiben az SMP és a spanyol Formula–4-es sorozatban állt rajthoz. A szezon végén mindkét bajnokságban az összetett pontverseny harmadik helyén zárt, összesen egy győzelmet és 24 dobogós helyezést elérve.
Az ezt követő két évben a Formula Renault Európa-kupában állt rajthoz. Első idényét a Tech 1 Racing pilótájaként teljesítette a sorozatban, azonban csak az összetett 12. helyén zárt, így csapatot váltott, és 2019-ben a francia R-ace GP csapatával egy sikeresebb szezont teljesített, amely során három futamgyőzelmet is szerzett, az idény végén pedig 3. lett a pontversenyben.
2020-ban az ART Grand Prix szerződtette a FIA Formula–3 bajnokságban szereplő csapatához, ahol Théo Pourchaire és Sebastián Fernández csapattársa volt.  Az összetett pontversenyt a 11. helyen zárta, ennek ellenére a következő idényre is maradt a csapat kötelékében.
A 2021-es szezon nyitó hétvégéjének első sprintversenyét megnyerte Barcelonában, a második versenyen kiesett, a főfutamon 11. lett. Le Castelletben az első sprintfutamot zárta győzelemmel, ahol az utolsó körben előzte meg Victor Martinst. A belgiumi Spa-ban az esős körülmények miatti főfutamon repülő rajttal vette kezdetét a verseny, ahol az időmérőn szerzett helyezése alapján a 3. helyről rajtolt, amit végig tartott és a második forduló után először állhatott pódiumra. Zandvoortban a vasárnapi főfutamon eredetileg a 4. lett, azonban az előtte rangsorolt Martinst megbüntették, így ismét harmadikként zárt. Az idényzárón, hazai pályáján, Szocsiban nem tudott a két megrendezett futamon pontokat szerezni. A végeredményes tabellán a 6. helyet foglalta el 107 ponttal.
2021 decemberében a nemzetközi sportsajtóban a szakértők biztosra vették, hogy az FIA Formula–2 bajnokságban folytatja az újonc Van Amersfoort Racing (VAR) színeiben. 2022. január 20-án azonban hivatalossá vált, hogy 2022-ben is a Formula–3 mezőnyét erősíti a holland MP Motorsport alakulatával.
2022. március 2-án a Motorsport UK az Oroszország–Ukrajna háború miatt kitiltotta az orosz/fehérorosz versenyzőket a szigetországban tartandó minden motorsport rendezvényekről. A 2022-es F3-as évad évad előtti hivatalos teszteket követően nem sokkal a Szmoljart is támogató SMP Racing több negatív intézkedés után leállította minden európai programját, ő pedig 2022. március 11-én bejelentette, hogy bizonytalan időre felfüggeszti autóversenyzői pályafutását. A szezonnyitón, Bahreinben mégis ott volt a rajtrácson és stabil körözéssel egy 3. helyet szerzett. A második gp-n eredetileg 7. lett, de utólag összesen 20 másodpercet írtak az idejéhez, ugyanis többször megsértette a pályahatárokat és ütközött Isack Hadjarral, így visszaesett a 23. pozícióba.

## Eredményei

### Karrier összefoglaló
| Szezon | Bajnokság                   | Csapat         | Verseny | Győzelem | Pole | Leggyorsabb kör | Dobogós helyezés | Pont | Helyezés |
| ------ | --------------------------- | -------------- | ------- | -------- | ---- | --------------- | ---------------- | ---- | -------- |
| 2017   | SMP Formula–4-bajnokság     | SMP Racing     | 21      | 0        | 2    | 0               | 11               | 217  | 3.       |
| 2017   | Spanyol Formula–4-bajnokság | SMP Racing     | 20      | 7        | 6    | 3               | 13               | 264  | 3.       |
| 2018   | Formula Renault Európa-kupa | Tech 1 Racing  | 20      | 0        | 0    | 0               | 0                | 57   | 12.      |
| 2018   | Formula Renault NEC         | Tech 1 Racing  | 10      | 0        | 0    | 0               | 0                | 18   | 17.      |
| 2019   | Formula Renault Európa-kupa | R-ace GP       | 20      | 3        | 2    | 4               | 10               | 255  | 3.       |
| 2020   | Formula–3                   | ART Grand Prix | 18      | 0        | 1    | 0               | 1                | 59   | 11.      |
| 2021   | Formula–3                   | ART Grand Prix | 20      | 2        | 0    | 2               | 4                | 107  | 6.       |
| 2022   | Formula–3                   | MP Motorsport  | 0       | 0        | 0    | 0               | 0                | 0    | —        |

* A szezon jelenleg is zajlik.

### Teljes FIA Formula–3-as eredménysorozata
(Táblázat értelmezése)

(Félkövér: pole-pozícióból indult; dőlt: leggyorsabb kört futott) 

| Év   | Csapat         | 1          | 2          | 3           | 4           | 5          | 6         | 7           | 8          | 9           | 10          | 11         | 12         | 13         | 14        | 15         | 16         | 17         | 18          | 19         | 20        | 21         | Helyezés | Pont |
| ---- | -------------- | ---------- | ---------- | ----------- | ----------- | ---------- | --------- | ----------- | ---------- | ----------- | ----------- | ---------- | ---------- | ---------- | --------- | ---------- | ---------- | ---------- | ----------- | ---------- | --------- | ---------- | -------- | ---- |
| 2020 | ART Grand Prix | AUT1 FEA 9 | AUT1 SPR 7 | AUT2 FEA Ki | AUT2 SPR 20 | HUN FEA Ki | HUN SPR 7 | GBR1 FEA 10 | GBR1 SPR 6 | GBR2 FEA 13 | GBR2 SPR 14 | ESP FEA 11 | ESP SPR 12 | BEL FEA 4  | BEL SPR 4 | ITA FEA 20 | ITA SPR 3  | MUG FEA 7  | MUG SPR 10  |            |           |            | 11.      | 59   |
| 2021 | ART Grand Prix | ESP SP1 1  | ESP SP2 Ki | ESP FEA 11  | FRA SP1 1   | FRA SP2 7  | FRA FEA 8 | AUT SP1 14  | AUT SP2 25 | AUT FEA 4   | HUN SP1 6   | HUN SP2 4  | HUN FEA 6  | BEL SP1 10 | BEL SP2 8 | BEL FEA 3  | NED SP1 24 | NED SP2 14 | NED FEA 3   | RUS SP1 22 | RUS SP2 T | RUS FEA 23 | 6.       | 107  |
| 2022 | MP Motorsport  | BHR SPR 3  | BHR FEA 23 | IMO FEA 8   | IMO FEA 14  | ESP SPR 6  | ESP FEA 4 | GBR SPR     | GBR FEA    | AUT SPR 9   | AUT FEA 7   | HUN SPR 15 | HUN FEA 1  | BEL SPR 3  | BEL FEA 9 | NED SPR 14 | NED FEA 10 | ITA SPR 25 | ITA FEA 27† |            |           |            | 10.      | 76   |

† A versenyt nem fejezte be, de helyezését értékelték, mert a versenytáv több, mint 90%-át teljesítette.